# Eleição para o Senado federal pelo Minnesota em 2012
A eleição para o senado do estado americano do Minnesota foi realizada em 6 de novembro de 2012, simultaneamente com as eleições para a câmara dos representantes, para o senado, para alguns governos estaduais e para o presidente da república. A senadora democrata Amy Klobuchar concorreu à reeleição e enfrentarou o republicano Kurt Bills. Amy Klobuchar foi reeleita com 65% dos votos.

## Resultados
|  | Democrata   | Amy Klobuchar | 1.854.595 | 65,23% |
|  | Republicano | Kurt Bills    | 867.874   | 30,53% |
|  | Total:      |               |           |        |